# Cabeça de Negro
Cabeça de Negro é o segundo romance do escritor, jornalista e crítico brasileiro Paulo Francis. Publicado em 1979 o romance dá continuação ao primeiro, Cabeça de Papel, e assim como o outro tem como plano de fundo a ditadura brasileira.